# Orthodox Union

Stempel der OU

Die Orthodox Union (OU) ist eine Dachorganisation orthodox-jüdischer Gemeinden und Organisationen in den USA. Die Union mit Sitz New York City wurde 1898 von Rabbiner Henry Pereira Mendes (1852–1937) gegründet. Ihr Tätigkeitsbereich umfasst heute viele Bereiche des religiösen jüdischen Lebens.
Besonders bekannt ist die Orthodox Union durch ihre Aufsicht im Bereich der Lebensmittelproduktion. Der von ihr vergebenen Hechscher, mit dem die unter ihrer Aufsicht hergestellten Lebensmittel als koscher, als den Jüdischen Speisegesetzen entsprechend gekennzeichnet sind, findet weltweit breite Anerkennung. Die Aktivitäten der OU erstrecken sich darüber hinaus jedoch auch in die Bereiche Bildung, Sport und mehr.